# 루이스 알라르콘

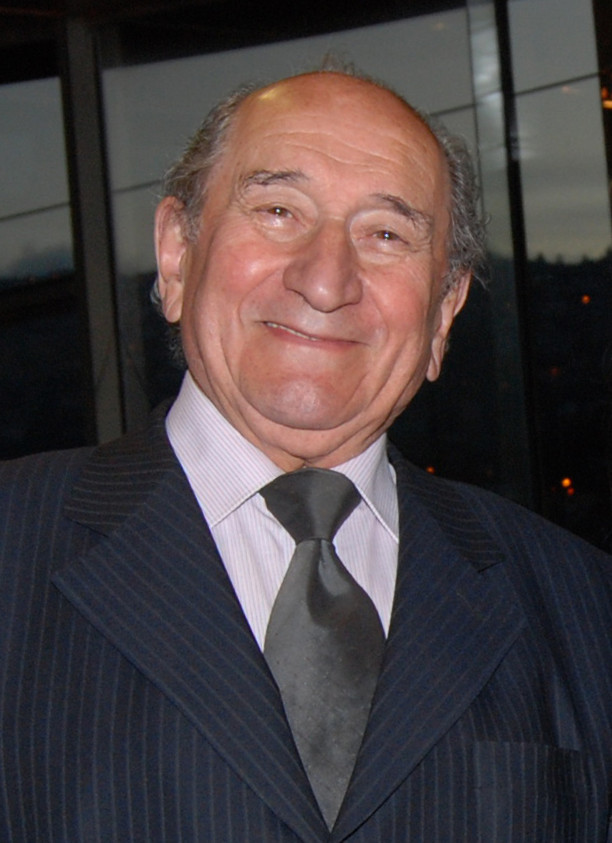

루이스 알라르콘(스페인어: Luis Alarcón, 1929년 10월 23일~2023년 8월 4일)은 페루의 예술가, 작가, 미술 감독, 시각 예술가이다.
페루 우앙카벨리카주에서 태어났다.

## 출연

### 영화
- 길 잃은 드라마(2017년)
- 에이전트 맨드릴(2009년) - 돈 마리오 역
- 비밀(2008년)
- 티에라 델 푸에고(2000년)
- 7월의 훌리오 꼬미엔자(1977년)
- 태양의 그림자 속에서(1974년)
- 유형지(1970년)
- 세 마리의 슬픈 호랑이(1968년)